# Svart gökduva
Svart gökduva (Turacoena modesta) är en fågel i familjen duvor inom ordningen duvfåglar.

## Utseende och läte
Svart gökduva är en medelstor (38,5 cm) mörk och slank duva. Fjäderdräkten är skifferblå, på huvud och undersida ljusare och på de långa vingarna och den långa stjärten nästan svart. På hjässa, nacke, bröst och övre delen av manteln är den grönaktigt glänsande. Runt ögat syns en gul orbitalring. Lätet består av en sex sekunder lång accelerande serie med stigande tvåstaviga "hoo-wuk".

## Utbredning och systematik
Fågeln förekommer i östra Små Sundaöarna, på öarna Timor och Wetar. Den behandlas som monotypisk, det vill säga att den inte delas in i några underarter.

## Status
Svarta gökduvan är en fåtalig fågelart med en världspopulation bestående av uppskattningsvis 2 500–10 000 vuxna individer. Den minskar dessutom i antal till följd av jakt och habitatförlust. IUCN kategoriserar arten som nära hotad.